# Robert Zelčić
Robert Zelčić (Zagabria, 21 settembre 1965) è uno scacchista croato (jugoslavo fino al 1991).
Grande maestro dal 1997, ha vinto tre volte il Campionato croato (nel 1996, 1998 e 2003).
Ha partecipato con la Croazia a sei olimpiadi degli scacchi dal 1998 al 2006; vincitore della medaglia d'argento individuale in quarta scacchiera alle Olimpiadi di Torino 2006;
Ha raggiunto il rating FIDE più alto in luglio 2008, con 2593 punti Elo.